# مساجد عربية تاريخية
تُعد المساجد التاريخية من الوجهات السياحية المفضلة لدى عشاق الأماكن الأثرية، وتشهد أروقتها على أحداث تاريخية مؤثرة؛ إذ تجذب الكثيرين حول العالم. ويزخر العالم العربي بكثير من المساجد التاريخية والأثرية المبهرة؛ لتجلّي الفنّ المعماري بأبهى صوره؛ ما يجعلها تحف فنية يأتيها الزائرون من كل حدب وصوب للاستمتاع بتفاصيلها المعمارية، والتقاط الصور التذكارية بين أروقتها، والاستماع إلى القصص التي شهدتها على مر العصور.

## المساجد التاريخية
| - المسجد الحرام، مكة - تاريخ البناء غير معروف - المسجد النبوي، المدينة المنورة - 622م - المسجد الأقصى، القدس - تاريخ البناء غير معروف - مسجد التوبة مسجد الرسول، تبوك - 9 هـ - مسجد القبلتين، المدينة المنورة - 2 هـ - مسجد قباء، المدينة المنورة - 622م - جامع عقبة، القيروان - 665م - الجامع الكبير بصنعاء، صنعاء - 6 هـ - مسجد الظفير - قرن 1 هـ - جامع مبرك الناقة، بصرى - المسجد الأموي في حلب - جامع الأقمر، في القاهرة - مسجد خالد بن الوليد، دمشق - 14 هـ - جامع خالد بن الوليد، حمص - مسجد النورية، دمشق 1173 ميلادي - مسجد المزار، دمشق - مسجد الإجابة، قبل 3هـ - مسجد الباشورة، دمشق 1163 ميلادي - مسجد حسان، دمشق 1163 ميلادي - مسجد الخميس، البحرين - القرن الأول الهجري - الجامع العمري، غزة - القرن السابع الميلادي - مسجد الشواذنة، نزوى - 7هـ - مسجد الحنابلة، دمشق 1203 ميلادي - جامع الرحمن، حلب - مسجد الباشورة، دمشق 1163 ميلادي - الجامع العمري ببصرى، بصرى - القرن السابع الميلادي - مسجد الجمعة، المدينة المنورة - القرن السابع الميلادي - المسجد الأموي، دمشق - القرن الأول الميلادي - الجامع الأموي بقرطبة، قرطبة - 786-988 م - مسجد المباهلة، المدينة المنورة - القرن السابع الميلادي - جامع براثا، بغداد - القرن السابع الميلادي - جامع سعال، نزوى، 8 هـ - جامع الأندلسيين - جامع سامراء، سامراء - مسجد عزالدين، دمشق 1229 ميلادي - مسجد الماردنية، دمشق 1213 ميلادي - مسجد سيدي إبراهيم الدسوقي، دسوق - مسجد السلطان حسن، القاهرة - مسجد ابن خيرون، القيروان - 866م - الحرم الإبراهيمي، الخليل - القرن الأول الميلادي - جامع المقدادية الكبير، ديالى - 1034 هـ/1625م - جامع خانقين الكبير، بني عام 1224 هـ/1810م. - جامع مجيد بك، بني عام 1318هـ/1901م. - جامع وتكية الشيخ فتاح، بني عام 1214 هـ/1800م. - جامع مصطفى بك، بني عام 1308هـ/1891م. - جامع الشابندر، بني عام 1300هـ/1882م. - جامع عمار بن ياسر، بني عام 1226 هـ/1812م . - جامع النقشبندي، بني عام 1309 هـ/1891م. - جامع المنصورية الكبير، بني عام 978 هـ/1570م. - جامع محمود باشا الجاف، بني عام 1311 هـ/1893م. - جامع بلدروز القديم، بني عام 1295هـ/1878م،. - جامع عبد الله بن عباس، بني عام 1300هـ/1883م. - جامع الخليفة، بني عام 1111هـ/1700م. | - جامع الوفائية ، بني في عام 800هـ/1397م. - جامع الأحمدية، بني عام عام1211 هـ/1796م. - جامع الأزبك، بني في عام 1093هـ/ 1682م. - جامع السراي، بني في عام 692 هـ/1293م. - جامع الخلفاء، تم بناءه في عام (289-295هـ، 902-908م). - جامع المرادية، بني في عام 978 هـ/1570م. - جامع مرجان، أو المدرسة المرجانية ولقد شيدت عام 758هـ/ 1356م. - جامع الخفافين، بني في عام 1202هـ/1788م. - جامع أبو دلف، سامراء، شيده الخيلفة المتوكل في عام 246هـ/859م. - جامع القرويين، فاس - 859م - الجامع الكبير، صفاقس - 859م - مسجد سنان باشا، دمشق - مسجد الاقصاب، دمشق - مسجد الأندلسيين، فاس - مسجد الحنانة، النجف - جامع منجك، دمشق - مسجد بلبان - دمشق - مسجد الحاكم بأمر الله، القاهرة - 1013م - مسجد عمرو بن العاص، القاهرة - القرن السابع الميلادي - مسجد التوبة، دمنهور - القرن السابع الميلادي - مسجد السهلة، القرن السابع الميلادي - قبة الصخرة، القدس - 691م - جامع الطاووسية، دمشق - جامع الإمام الأعظم، بغداد - 375 هـ - الجامع الأزهر، القاهرة - 970م - جامع التوبة، دمشق 1235 ميلادي - مسجد الاتابكة، دمشق 1242 ميلادي - مسجد المرشدية، دمشق 1256 ميلادي - مسجد الافرام، دمشق 1306 ميلادي - جامع تنكز، دمشق 1318 ميلادي - جامع الخلفاء، بغداد - جامع النوري - جامع الإمام الأعظم، بغداد - مسجد الكوفة، الكوفة - القرن السابع الميلادي - جامع الشيخ عبد القادر الجيلاني، بغداد - مسجد السلحدار، دمشق - مسجد حسان، الرباط - 1199م - جامع قرطبة - مسجد جواثا، الأحساء - 622م - مسجد الأحزاب، المدينة المنورة - القرن السابع الميلادي - ابي بن كعب، دمشق - المسجد المعلق، دمشق - جامع محمد الأمين، بيروت - جامع المغربي، اللاذقية - 1827م - جامع الإمشاطي، اللاذقية - 1167م - مسجد القبة، اللاذقية - جامع أرسلان باشا، اللاذقية - جامع الخشاش، اللاذقية - 1484م - جامع الصليبة، اللاذقية - قبل العام 1749م - جامع الجديد، اللاذقية - 1727م - مسجد الصابونية، دمشق - مسجد الشيخ محي الدين، دمشق - مسجد البدية، الفجيرة - 1440م |